# Blair Evans
Blair Catherine Evans (Perth (West-Australië), 3 april 1991) is een Australische zwemster. Ze vertegenwoordigde haar vaderland op de Olympische Zomerspelen 2012 in Londen.

## Carrière
Bij haar internationale debuut, op de wereldkampioenschappen zwemmen 2009 in Rome, werd Evans uitgeschakeld in de series van de 800 meter vrije slag.
Op de Pan Pacific kampioenschappen zwemmen 2010 in Irvine veroverde de Australische de bronzen medaille op zowel de 200 als de 400 meter vrije slag, op de 800 meter vrije slag eindigde ze op de zevende plaats. Samen met Kylie Palmer, Katie Goldman en Meagen Nay sleepte ze de zilveren medaille in de wacht op de 4x200 meter vrije slag. Tijdens de Gemenebestspelen 2010 in Delhi eindigde Evans als vierde op zowel de 400 meter vrije slag als de 400 meter wisselslag, daarnaast eindigde ze als vijfde op de 800 meter vrije slag en als zesde op de 200 meter vrije slag. Op de 4x200 meter vrije slag legde ze samen met Kylie Palmer, Bronte Barratt en Meagen Nay beslag op de gouden medaille. In Dubai nam de Australische deel aan de wereldkampioenschappen kortebaanzwemmen 2010, op dit toernooi eindigde ze als vijfde op de 200 meter vrije slag en als zesde op de 800 meter vrije slag. Samen met Jade Neilsen, Kelly Stubbins en Kylie Palmer veroverde ze de zilveren medaille op de 4x200 meter vrije slag.
Op de wereldkampioenschappen zwemmen 2011 in Shanghai sleepte Evans samen met Bronte Barratt, Angie Bainbridge en Kylie Palmer de zilveren medaille in de wacht op de 4x200 meter vrije slag.
Tijdens de Olympische Zomerspelen van 2012 in Londen strandde de Australisch in de series van de 400 meter wisselslag. Op de 4x200 meter vrije slag zwom ze samen met Brittany Elmslie, Angie Bainbridge en Jade Neilsen in de series, in de finale legden Bronte Barratt, Melanie Schlanger, Kylie Palmer en Alicia Coutts beslag op de zilveren medaille. Voor haar aandeel in de series ontving ze eveneens de zilveren medaille.

## Internationale toernooien
| Jaar | Olympische Spelen                                                    | WK langebaan        | WK kortebaan                                                | PanPacs                                                                    | Gemenebestspelen                                                                                      |
| ---- | -------------------------------------------------------------------- | ------------------- | ----------------------------------------------------------- | -------------------------------------------------------------------------- | --- |
| 2009 |                                                                      | 18e 800m vrije slag |                                                             |                                                                            | |
| 2010 |                                                                      |                     | 5e 200m vrije slag · 6e 800m vrije slag · 4x200m vrije slag | 200m vrije slag · 400m vrije slag · 7e 800m vrije slag · 4x200m vrije slag | 6e 200m vrije slag · 4e 400m vrije slag · 5e 800m vrije slag · 4e 400m wisselslag · 4x200m vrije slag |
| 2011 |                                                                      | 4x200m vrije slag   |                                                             |                                                                            | |
| 2012 | 13e 400m wisselslag · 4x200m vrije slag · Evans zwom enkel de series |                     | geen deelname                                               |                                                                            | |

## Persoonlijke records
Bijgewerkt tot en met 15 maart 2012

### Kortebaan
| Afstand         | Tijd    | Datum           | Plaats   |
| --------------- | ------- | --------------- | -------- |
| 200m vrije slag | 1.54,81 | 8 november 2011 | Peking   |
| 400m vrije slag | 3.58,31 | 9 november 2011 | Peking   |
| 800m vrije slag | 8.14,86 | 15 juli 2010    | Brisbane |
| 400m wisselslag | 4.36,48 | 8 augustus 2009 | Hobart   |

### Langebaan
| Afstand         | Tijd    | Datum            | Plaats   |
| --------------- | ------- | ---------------- | -------- |
| 200m vrije slag | 1.57,27 | 18 augustus 2010 | Irvine   |
| 400m vrije slag | 4.06,36 | 20 augustus 2010 | Irvine   |
| 800m vrije slag | 8.25,74 | 18 maart 2010    | Sydney   |
| 400m wisselslag | 4.37,80 | 15 maart 2012    | Adelaide |